# آمیختگی فارسی با زبان‌های دیگر
زبان فارسی مانند بیشتر زبان‌های زنده، آمیزش و دادوستدهایی با دیگر زبان‌ها داشته‌است.
در درازای تاریخ به علت قرار داشتن ایران در منطقه‌ای که کانون دادوستد فرهنگی و بازرگانی و حتی هدف جنگ‌های همیشگی بوده‌است، زبان فارسی همیشه در حال کنش و واکنش با زبان‌های دیگر بوده‌است. در میان زبان‌های بیگانه، به خاطر رواج زبان عربی در جهان اسلام، بیشترین آمیزش با زبان عربی بوده‌است. برخی این آمیختگی با زبان ناهمشکل عربی (که برخلاف فارسی، صرفی و تحلیلی‌ست) را مایه پیچیدگی ناموزون دستور زبان فارسی (همچون ۱۶ جمع شکسته اضافه و ۱۴ باب فعلی) و نازایی در تولید واژگان تازه می‌دانند به گونه‌ای که مثلاً واژگان تازه با استفاده از دستگاه واژگانی عربی ساخته می‌شوند.
زبان فارسی از زبان‌های تأثیر پذیرفته‌است که از جمله می‌توان به زبان‌های زیر اشاره کرد:

## عربی
زبان عربی بیشترین اثرگذاری را بر زبان پارسی داشته‌است به گونه‌ای که درصدی از واژه‌های پارسی نوین در برگیرنده واژه‌های وام گرفته شده از عربی می‌باشند. برخی منابع درصد ۱۴ تا ۲۰ درصد را برای این وامگیری یاد کرده‌اند (مرجع ۱). بسته به اینکه کدام زمینه از کاربرد زبان پارسی را در نظر داشته باشیم، درصد وام‌واژه‌ها در آن ناهمسان است. برای نمونه شمار واژه‌های عربی در زبان گفتگوی روزانه با درصد آن واژه‌ها در یک خطبه روحانی ناهمسان است.
پس از ورود اسلام به ایران زبان عربی نفوذی گسترده در ایران پیدا کرد به گونه‌ای که بیشتر دانشمندان ایرانی چیرگی کافی به عربی داشتند.
از این رهگذر واژه‌های عربی بسیاری به زبان پارسی وارد شد. بسیاری از واژه‌های عربی هنوز در زبان پارسی رایج‌اند ولی درصد آنها با روندی کند رو به کاهش است.
عربی افزون بر سخت نمودن دستور پارسی و پرواژه‌تر کردن زبان پارسی، ایرانیان را با وزن‌های عروضی سروده‌های عربی آشنا نمود (البته بی گمان ایرانیان در کشف، گسترش و مدون کردن این اوزان پس از آشنایی ابتدایی با آنها، مستقل از ادبای عرب فعالیت نمودند و حتی نقشی بسیار بارزتر از اعراب در این زمینه داشتند).
این وزن‌ها ابزاری بسیار نیرومند را در دست شعرای پارسی‌زبان قرار داد که به همراه بهره‌گیری از واژه‌های تازه‌وارد شده عربی سروده‌های خود را با آسانی بسرایند و به کمک این ابزارها شعر پارسی رادر زمانی کوتاه به اوج برسانند.
با فروپاشی امپراتوری‌های عرب در سده‌های گذشته، رفته‌رفته از رخنه عربی در پارسی کاسته شد و واژه‌های کم‌کاربرد عربی کم‌کم به فراموشی سپرده شد؛ ولی انبوهی از واژه‌های عربی که آوایش پارسی یافته بودند هنوز هم در زبان پارسی وجود دارند.
ولی برجسته‌ترین بازتاب زبان عربی در زبان پارسی نازا شدن دستگاه کارواژه‌های (فعل‌ها) ساده زبان پارسی بوده‌است. برای نمونه به جای آموزاندن، تعلیم دادن؛ به جای خوراندن، تغذیه کردن؛ به جای کوشیدن، سعی به عمل آوردن؛ به جای گردیدن، تغییر کردن؛ به جای برآمدن، طلوع کردن، روایی یافت. این به دلیل ورود اسم مصدرهای عربی بود که به ناچار با کارواژه‌های کردن، شدن، گردیدن، و نمودن همراه می‌شدند؛ بنابراین عادت بر آن شد که نخست از مصدرهای فارسی اسم مصدر بسازند و آن گاه آن اسم مصدر را به صورت ترکیبی درآورند، مانند کوشش کردن به جای کوشیدن؛ آموزش دادن، به جای آموزاندن؛ پرورش دادن، به جای پروراندن؛ مالش دادن، به جای مالیدن؛ کاوش کردن، به جای کاویدن.
کارواژه‌های مرکب، نازاست و واژه دیگری از آن نمی‌توان گرفت؛ حمام گرفتن، تجربه کردن، وابستگی داشتن، دل بریدن، طلاق دادن و تهمت زدن؛ ولی کارواژه‌های ساده هر زبان، چشمه‌های زاینده واژگان آن زبان است، زیرا از هر کارواژه ساده چندین واژه می‌توان برگرفت. ببینید از کارواژه‌های «ساختن»، چند واژه می‌توان ساخت؛ ساز، ساززن، سازنده، سازندگی، سازش، سازشکار، سازکار، سازگار، سازمند، سازمان، سازمانده، سازور، سازوار، سازوبرگ، سازه، سازیدن، ساخت، ساختار، ساختگی، ساختمان و آهنگساز.
یکی از بزرگ‌ترین آسیب‌های زیان عربی بر پارسی این بود که بسیاری از کارواژه‌های زاینده پارسی را به فراموشی سپرد (مانند سپوختن، آجیدن، فساییدن و لوغیدن، ویزیدن، آهنجیدن، آزرمیدن، آهیختن، انباردن و…)

## ترکی
تأثیرپذیری زبان فارسی از زبان ترکی و در مقابل اثرگذاری زبان فارسی به ترکی در طی سده‌های متمادی در اثر همجواری این دو زبان در فلات ایران رخ داده‌است. زبان ترکی که در مراحلی زبان شاهان و درباریان و لشکریان بوده در حوزه‌های خاصی تأثیرات لغوی و دستوری خاصی را به فارسی بخشیده و متقابلاً از آن متأثر گشته‌است. واژه‌های چندی در حوزه آشپزی همچون (اجاق ،بلغور)دلمه،چوخه، قیمه، قنداق، برگرفته از زبان ترکی هستند. در حوزه نظامی نیز لغات و ترکیباتی از قبیل یورتمه، گلنگدن، قنداق، قشون، چاتمه و چکمه نشانگر نقش این زبان در لشکر بوده‌است. که به معنی فاعل یک کار یا دارنده شغل در اسامی قوطی، سورتمه، جلیقه،ساچمه و غیره می‌آید.
یکی از نکته‌های قابل توجه در تعامل زبان ترکی با فارسی، تلفظ حروف می‌باشد. از جمله حروفی که در تلفظ ترکها و پارسی‌ها مغایرت دارد، حرف «ق» می‌باشد. بنابر نظر دهخدا، کلماتی که دارای حرف ق هستند عمدتاً یا عربی هستند یا ترکی. در برخی گویش‌های فارسی از جمله فارسی معیار تهرانی تمایزی بین حرف «ق» و حرف «غ» در تلفظ وجود ندارد که این مسئله می‌تواند شنونده را دچار اشتباه کند، مثل: قریب به معنی نزدیک و غریب به معنی دور. در گذشته در فارسی تمایز بین حرف «ق» و حرف «غ» وجود داشته‌است که این تمایز در برخی گویشهای امروزی از جمله گویش یزدی و گویش‌های شرقی مانند فارسی افغانستان حفظ شده‌است. در ترکی آذربایجانی امروزی «ق» شبیه «گ» فارسی آوایش می‌شود. به همین شکل در برخی زبان‌های ترک‌تبار امروزی آوایش اولیه حرف ق حفظ شده‌است.

## روسی
در دوران معاصر و به خصوص پس از آغاز روابط ایران و روسیه، زبان این کشور نیز به همراه سیاست روسیه بر زبان فارسی تأثیر گذاشت. بسیاری از محصولات جدید غرب از راه روسیه وارد ایران شدند و نام روسی را با خود به زبان فارسی آوردند. از نمونه واژه‌های روسی در زبان فارسی می‌توان به استکان، اسکناس کالباس، چرتکه، اشکاف، ساسات، ترمز، آپارات، پیراشکی، و سماور اشاره نمود.

## زبان فرانسوی
زبان فرانسوی برای مدت طولانی به عنوان زبان دیپلماتیک و بین‌المللی شناخته می‌شده‌است. پس از برقراری رابطه تجاری و فرهنگی بین ایران و فرانسه، آموزش زبان فرانسوی به عنوان زبان دوم و تحصیل دانشجویان ایرانی در دانشگاه‌های فرانسه، تعداد زیادی واژه از زبان فرانسوی به فارسی راه یافته‌است. دامنه و موضوع وام‌واژه‌های فرانسوی در زبان فارسی بسیار گسترده‌است و شامل واژگان سیاسی، آموزشی، صنعتی و ماشینی، و واژگان روزمره می‌شود. برخی از این واژه‌ها چنان با فارسی درآمیخته‌اند که بسیاری ممکن است از وام‌واژه بودن آنها بی‌اطلاع باشند. از میان واژه‌های فرانسوی که در زبان فارسی رایج است، می‌توان به اتوبوس، مینی‌بوس، مغازه، رفوزه، دیپلم، دیکته، آسانسور، نمره، ژاندارمری، آژان، آژانس، اکیپ، ایده، انفورماتیک، کنفرانس، کنگره، تیره (خط تیره)، تابلو، کنکور، کوران، ویرگول، تلویزیون، تئاتر، توالت، مرسی (تشکر)، لابراتوار، دکوراسیون، مبل، مبلمان، مانتو، ژاکت، اورژانس، آمبولانس و راندمان، کمد، دیفرانسیل، پانتالون (در گویش‌های جنوب غربی ایران) فلاسک، پالتو، دیپلمات، آتلیه، آباژور، آبونمان، آبونه، آدرس، آپاندیس، آپارتمان، دپارتمان، آبسه، اِپُل، دِکُلته، کُرسِت، اپوزیسیون، اپیدمی، اتومبیل، اتیکت، ادکلن، ارتزین، آرشه، ارگان، ارگانیسم، آرم، آرماتور، بتن آرمه، اسانس، استپ، استُپ، استراتژی، استودیو، استادیوم، نام برد.
در فارسی، بسیاری از کشورها و شهرهای جهان با نام فرانسوی‌شان شناخته می‌شوند، مانند رومانی، بلژیک، اتریش، آلمان، نروژ، سوئد، سوئیس، فنلاند، کرواسی، لتونی، استونی، لیتوانی، ژاپن، مکزیک، شیلی، آرژانتین، برزیل، واشینگتن (به‌جای واشینگتن)، بیرمنگهام (به جای بیرمینگهام)، و برلن (به جای برلین).
همچنین ماه‌های میلادی نیز با نام فرانسوی‌شان بکار می‌روند، مانند ژانویه، فوریه، مارس، آوریل و …
بسیاری از واژگان و اصطلاح‌های ریاضی پرکاربرد در فارسی وام‌گرفته از زبان فرانسوی هستند. از این دسته می‌توان به کروشه، گیومه، ایکس (X)، ایگرک (Y)، زد (Z)، پرانتز، کاما، پاراگراف، آکولاد، هاش (H)، انتگرال، ماتریس و فرمول اشاره کرد.